# Otok (ubranie)

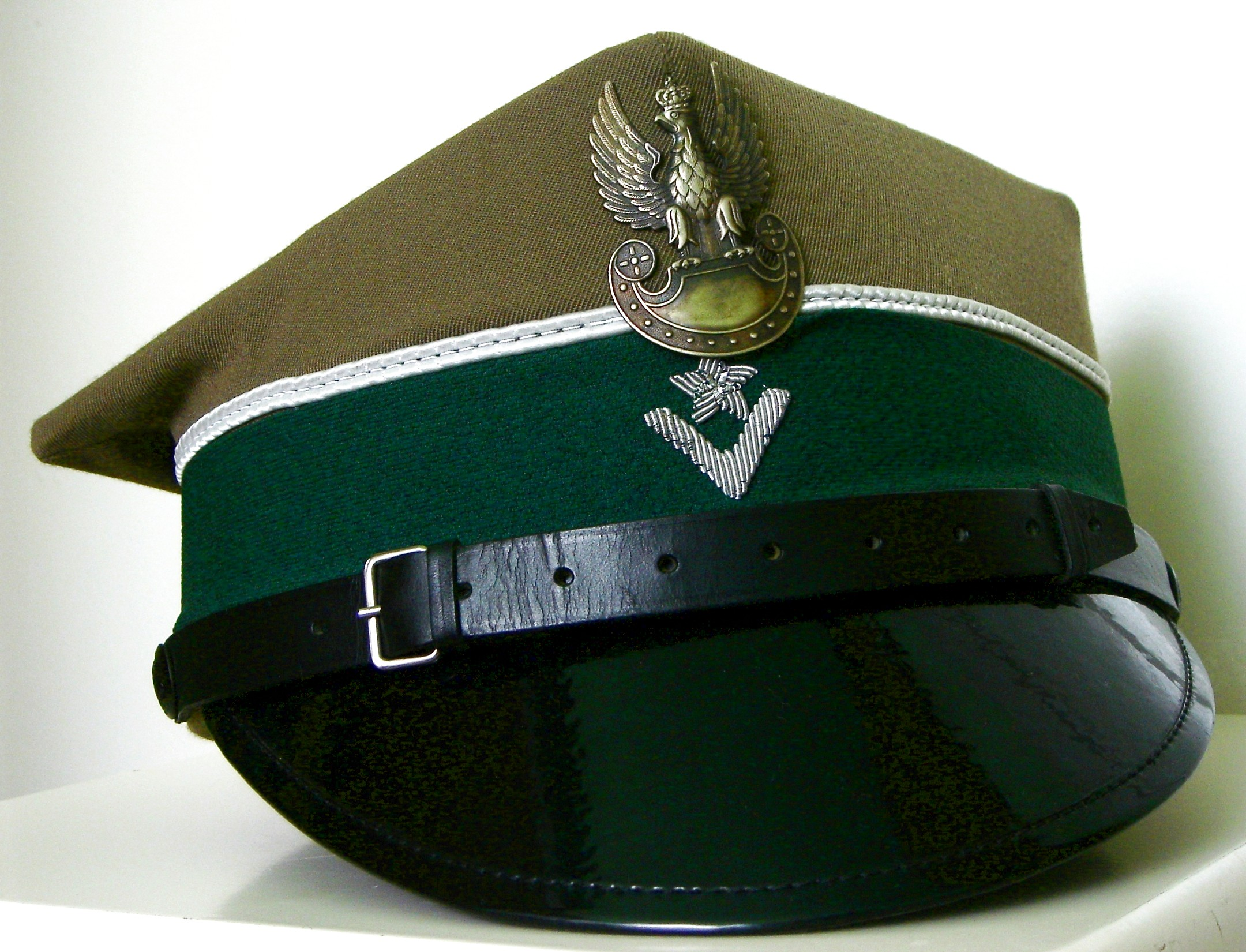
rogatywka mł. chorążego artylerii, z zielonym otokiem

Otok – dolna, zewnętrzna, część czapki, z baraniego futra, czarnej, lakierowanej skóry, sukna, aksamitu lub bawełnianej taśmy.

## Otoki Wojska Polskiego II RP
Od 1919 roku na otokach polskich czapek wojskowych (czapek garnizonowych lub rogatywek) umieszczane są oznaki stopni, a u marynarzy, na dodatkowo zakładanych wstążkach – nazwy okrętów lub nazwa Marynarka Wojenna. Kolory otoków na polskich czapkach wojskowych odpowiadają barwom broni i służb.
24 marca 1927 roku Minister Spraw Wojskowych wprowadził w pułkach strzelców konnych barwne otoki na czapkach oficerów i szeregowych:
- pułki strzelców konnych 1, 2, 3 i 4 otrzymały otoki amarantowe,
- pułki strzelców konnych 5, 6, 7 i 8 otrzymały otoki białe,
- pułki strzelców konnych 9 i 10 otrzymały otoki żółte[1].

Otoki jednostek kawalerii Wojska Polskiego II RP
 otok amarantowy posiadał: 1 p.szw., 1 p.uł., 7 p.uł., 9 p.uł., 10 p.uł., 12 p.uł., 20 p.uł., 1 psk, 2 psk, 3 psk, 4 psk.
 otok biały posiadał: 2 p.szw., 2 p.uł., 11 p.uł., 16 p.uł, 22 p.uł., 24 p.uł., 5 psk, 6 psk, 7 psk, 8 psk.
 otok żółty posiadał: 3 p.uł., 14 p.uł, 17 p.uł, 27 p.uł, 9 psk, 10 psk
 otok ciemnożółty posiadał: 3 p.szw.
 otok o barwie stare złoto posiadał: 8 p.uł.
 otok o barwie turkusowej posiadał: 21 p.uł.
 otok o barwie różowej posiadał: 13 p.uł., 26 p.ł.
 otok o barwie szkarłatnej posiadał: 15 p.uł., 25 p.uł. i dppanc 10 BK
 otok o barwie pomarańczowej posiadał: 23 p.uł.
 otok o barwie chabrowej posiadał: 4 p.uł., 18 p.ł.
 otok o barwie błękitnej posiadał: 6 p.uł.
 otok o barwie granatowej posiadał: 19 p.uł.
 otok o barwie wiśniowej posiadał: 5 p.uł.

## Otoki w ludowym Wojsku Polskim

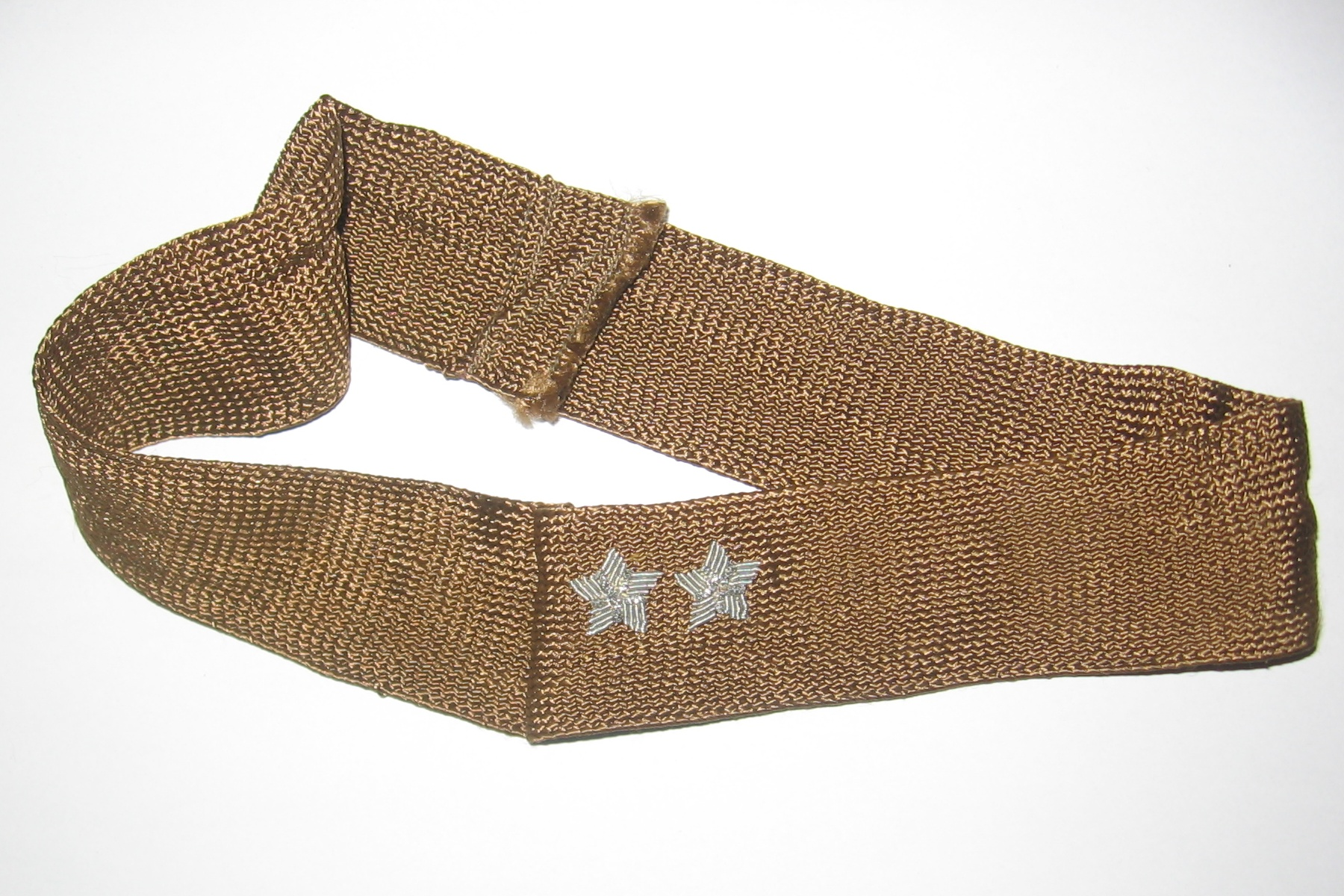
wstążka otoku oficera (podpułkownika lub podporucznika) lub st. chorążego wojsk lądowych LWP

W okresie powojennym w ubiorze garnizonowym tradycyjne podstawowe barwy pułków i szwadronów kawalerii noszono na otokach czapek.
Przepisy ubiorcze z roku 1952 wprowadzały dla żołnierzy ludowego Wojska Polskiego czapki garnizonowe koloru khaki (z wyjątkiem Marynarki Wojennej) z kolorowymi otokami i wypustkami:
- dla Marszałka Polski i generałów Wojsk Lądowych – koloru jasnokarminowego,
- w Wojskach Lądowych – koloru ciemnokarminowego,
- w 1 Warszawskiej Dywizji Piechoty im. T. Kościuszki – koloru żółtego z wypustką ciemnokarminową,
- w Wojskach Pancernych i Zmechanizowanych – koloru czarnego z wypustką ciemnokarminową,
- w Wojskach Lotniczych – koloru chabrowego,
- w Wojskowej Służbie Wewnętrznej – koloru białego (od roku 1957),
- w Wojskach Ochrony Pogranicza – koloru zielonego,
- w Korpusie Bezpieczeństwa Wewnętrznego – koloru granatowego.

Marynarka Wojenna i od roku 1958 Wojska Lotnicze nosiły otoki koloru czarnego.
W latach 1961–1990 żołnierze ludowego Wojska Polskiego nosili czapki garnizonowe w kolorze khaki. Daszki i paski przy tych czapkach były koloru brązowego. Otoki na czapkach garnizonowych występowały w kolorze oliwkowym, z tym, że:
- w 1 Warszawskiej Dywizji Zmechanizowanej im. T. Kościuszki – w kolorze żółtym,
- w pionie prewencji Wojskowej Służby Wewnętrznej – w kolorze białym[3],
- w Wojskach Obrony Wewnętrznej i Nadwiślańskich Jednostkach Wojskowych MSW – w kolorze granatowym,
- w Wojskach Ochrony Pogranicza – w kolorze ciemnozielonym.

Marynarze i żołnierze sił powietrznych nosili otoki czarne, żołnierze Kompanii Reprezentacyjnej WP i Orkiestry Reprezentacyjnej WP w 1982 roku uzyskali prawo noszenia czapek rogatywek z otokiem granatowym (wcześniej KRWP nosiła czapki ogólnowojskowe), a milicjanci mieli, tak jak dzisiejsi policjanci, otoki niebieskie. Funkcjonariusze PRL-owskiej Straży Przemysłowej nosili mundury, których czapki miały otok beżowo-zielony (jak u żołnierzy wojsk lądowych).

## W Siłach Zbrojnych RP

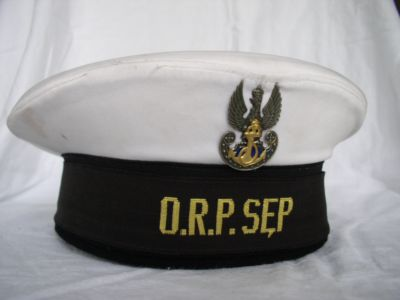
czapka marynarza, z czarnym otokiem i napisem

Żołnierze Sił Zbrojnych RP noszą otoki na rogatywkach lub czapkach garnizonowych w kolorach

granatowym – generałowie, w jednostkach zmechanizowanych, zabezpieczenia materiałowego, Pułku Reprezentacyjnym Wojska Polskiego, żołnierze korpusu osobowego sprawiedliwości i obsługi prawnej (kolor ten nawiązuje do barwy granatowego munduru piechoty od XVIII wieku).

pomarańczowym – w jednostkach pancernych, rozpoznawczych, 10 Warszawskim Pułku Samochodowym (kolor ten nawiązuje do barwy korpusów tych wojsk obowiązujących do roku 1951).

ciemnozielonym– w jednostkach rakietowych i artylerii, obrony przeciwlotniczej (kolor ten nawiązuje do barwy mundurów artylerii od XVII wieku i otoków artylerzystów do roku 1951).

czarnym – w jednostkach inżynieryjnych, chemicznych, zabezpieczenia technicznego, służby kartograficznej i topogeodezyjnej, a także słuchaczy Wojskowej Akademii Technicznej (kolor ten nawiązuje do barw wyłogów i wypustek na mundurach wojsk inżynieryjnych od XVIII wieku).

chabrowym – w jednostkach łączności i informatyki, rozpoznania i walki radioelektronicznej, dowodzenia, radiotechnicznych (kolor ten nawiązuje do barw wypustek na mundurach noszonych przez żołnierzy łączności po roku 1919).

wiśniowym – w jednostkach medycznych oraz wszyscy oficerowie korpusu osobowego medycznego, słuchacze Wojskowej Akademii Medycznej (kolor ten nawiązuje do barwy otoków służby medycznej do roku 1951).

fioletowym – żołnierze korpusu osobowego duszpasterstwa (kolor ten nawiązuje do barwy wypustek służby duszpasterskiej do roku 1951).

żółtym – żołnierze 1 Warszawskiej Brygady Pancernej im. Tadeusza Kościuszki.

czarnym – w Marynarce Wojennej i Siłach Powietrznych.

czarnym ze złotym napisem „MARYNARKA WOJENNA” lub z napisem wskazującym nazwę okrętu, np. „ORP SĘP” (na czapce marynarza).
W poprzednich latach nosili również otoki w kolorach

amarantowym – żołnierze Szwadronu Kawalerii Wojska Polskiego (wszedł w skład Pułku Reprezentacyjnego Wojska Polskiego), żołnierze noszą otoki w kolorze amarantowym podczas pokazów i uroczystości w formie rekonstrukcji, inscenizacji.

szkarłatnym – żołnierze Żandarmerii Wojskowej (kolor otoku nawiązywał do barwy otoków żandarmerii II RP) od 6 lutego 2009 roku dla żołnierzy Żandarmerii Wojskowej podstawowym przedmiotem umundurowania stanowiącym zestaw ubioru galowego jest beret w kolorze szkarłatnym; od tego czasu czapki rogatywki z otokiem koloru szkarłatnego przestały być użytkowane przez żołnierzy ŻW.

## Inne służby
zielony – Straż Graniczna.

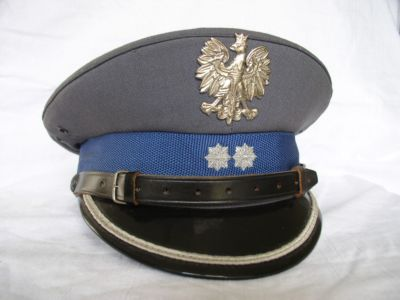
czapka garnizonowa oficera policji, z niebieskim otokiem

ciemnozielony – Służba Celna, Inspekcja Transportu Drogowego.

granatowy – Biuro Ochrony Rządu, Urząd Ochrony Państwa, Agencja Bezpieczeństwa Wewnętrznego, Służba Więzienna, Straż Ochrony Kolei (do 2014), Służba Wywiadu Wojskowego, Służba Kontrwywiadu Wojskowego, Agencja Wywiadu (ciemnogranatowy).

czarny – Straż Marszałkowska (od 2018 czerwone), Straż Graniczna (do munduru lotniczego i marynarskiego).

niebieski – Policja, Państwowa Straż Pożarna, Straż Przemysłowa.

amarantowy – Straż Ochrony Kolei (od 2014).
Na otoku czapki garnizonowej lub rogatywki, z przodu pośrodku, w polskich formacjach zmilitaryzowanych (oprócz marynarki) zazwyczaj umieszcza się oznaczenie stopnia wojskowego (policyjnego).
Otoki na czapkach funkcjonariuszy Straży gminnych w całym kraju mają wzór złoto-granatowej szachownicy. 